# Bohumil Fišer (1882)
Bohumil Fišer (9. března 1882 Mladá Boleslav – 18. srpna 1928 Praha) byl český a československý politik a poslanec Revolučního národního shromáždění za Československou stranu pokrokovou, později člen Československé strany národně socialistické.

## Biografie
Vystudoval Báňskou akademii v Příbrami a Filozofickou fakultu Univerzity Karlovy (obor historie a zeměpis). Kromě toho studoval operní zpěv na pražské konzervatoři. Působil jako středoškolský učitel a archivář. V letech 1911-1928 působil na gymnáziu v Uherském Hradišti, kde byl i městským archivářem. Vydal několik knih o tomto regionu a o výtvarném umění. Z ruštiny přeložil knihu Ruské umění a sepsal brožuru F. M. Dostojevskij (1920).
Zasedal v Revolučním národním shromáždění. Do tohoto zákonodárného sboru nastoupil na 92. schůzi v listopadu 1919. Byl profesí gymnaziálním profesorem. V databázi Středočeské vědecké knihovny v Kladně se uvádí, že později byl senátorem za národní socialisty a od roku 1924 tajemníkem jejich senátorského klubu, ale v seznamech senátorů není uveden. Podle dobového tisku byl pouze tajemníkem klubu senátorů, nikoliv členem senátu.
Zemřel v srpnu 1928, pohřeb se konal v krematoriu na pražských Olšanech.